# Tokod
Tokod es un pueblo húngaro perteneciente al distrito de Esztergom, condado de Komárom-Esztergom.

## Superficie
Cuenta con una superficie de 14,91 km².

## Demografía
Hasta 2024 la población era de 4269 habitantes, con una densidad de población de 286,31 hab/km².
| Gráfica de evolución demográfica de Tokod entre 2020 y 2024 |
|                                                             |
| Datos según la Oficina Central de Estadística de Hungría.   |